# Чао Прая
Чао Прая или (Менам-Чао Прая) (на тайски: แม่น้ำเจ้าพระยา; букв. кралската река) е една от най-значимите реки в Тайланд заедно с Меконг. Протича през централната част на страната. Образува се от сливането на реките Пинг и Нан и тече 372 km на юг преди да се влее в Тайландския залив на Южнокитайско море. Долината на реката е голям регион, производител на ориз.

## География
На много европейски карти, реката носи името Менам или Мае нам, тайската дума за „река“.
Река Чао Прая се образува на 25 m н.в. от сливането на реките Нан (лява съставяща) и Пинг (дясна съставяща) в град Након Саван, в провинция Након Саван. След това тече 372 km на юг през централните части Тайланд до Банкок и Тайландския залив на Южнокитайско море. В Чайнат реката се разделя на основен ръкав (източен) и Та Чин (Супханбури, западен), който тече успоредно с основната река и също се влива в Тайландкия залив 35 km западно от Банкок при град Самут Сакон. В долното течение в алувиалната равнина са създадени множество иригационни канали, които се използват за напояването на оризовите полета. При вливането си в морета Чао Прая образува делта, която ежегодно напредва към тайландския залив с 0,3 – 0,6 m. Основен приток река Пасак (ляв). Подхранването ѝ е дъждовно, а режимът на оттока ѝ е през лятото. Пълноводието продължава от май до ноември, а през октомври и ноември значителни участъци от делтата ѝ се наводняват. Среден годишен отток в долното течение около 2700 m³/s. Плавателна е целогодишно по цялото си протежение..

### Речно инженерство
Долното течение на реката претърпява няколко изкуствени модификации по времето на кралството Аютая. Изградени са по-преки канали, които да затварят меандрите на реката, така че да се намали времетраенето на пътуването по нея от столицата до морето. Впоследствие основното течение на реката започва да следва много от тези канали.

## Населени места
Някои от градовете, разположени на Чао Прая са (от север на юк): Након Саван, Утай Тани, Чайнат, Синг Бури, Анг Тонг, Аютая, Патум Тани, Нонтабури, Банкок и Самут Пракан. Тези градове са сред най-исторически значимите и най-гъстонаселените в Тайланд, поради излаза си на реката.

## Транспорт
Изградени са множество автомобилни и железопътни мостове над Чао Прая. В Банкок реката е важна транспортна артерия за мрежа от речни бусове, фериботи и водни таксита. Над 15 лодъчни линии работят на реката.

## Екология
Долното течение на Чао Прая в Централен Тайланд са обозначени като Чаопрайски сладководни блатни гори – тропичен и субтропичен екорегион на широколистни гори, с размери 400 km от север на юг и 180 km широк.
Първоначалните блатни гори са премахнати почти изцяло, тъй като равнината е превърната в оризища или градски райони. Голяма част от фауната, обитавала някога равнината, е изчезнала, в това число голям брой риби, птици (лешояд), индийска змиешийка, белоока речна лястовица, индийски жерав, тигри, азиатски слон, явански носорог и Rucervus schomburgki. Днес може само да се гадае относно първоначалния хабитат, съдейки по съседните държави. Предполага се, че районът е бил съставен от сладководни блата в континенталната част и от соленолюбива растителност към брега на морето и около естуара. Блатата са били покрити с тръстика.
Тъй като голямата част от флора и фауната е била премахната, потенциалът за създаване на защитени природни зони вече не съществува. Все пак, една голяма част от животинския свят продължава да живее сред оризищата. Басейнът на Чао Прая е обитаван от около 280 вида риба, 30 от които са ендемични. Най-много представители има от семейство шаранови. Критично застрашеното обикновено лабео е един от ендемитите и обитава територия с площ от 10 km². Реката е, също така, дом на няколко вида ендемични водни кончета. Съществуват няколко защитени зони, но те са много малки.